# Yan Peng
Yan Peng (né le 6 janvier 1996) est un joueur chinoise de basket-ball. Il participe aux Jeux olympiques d'été de 2020.